# スウォンジー・コンスティテューション・ヒル・インクライン・トラムウェイ
スウォンジー・コンスティテューション・ヒル・インクライン・トラムウェイ（英: Swansea Constitution Hill Incline Tramway）は、ウェールズのスウォンジー市にあるコンスティテューション・ヒル (Constitution Hill) にて、かつて1898年から1902年にかけて運行されていたケーブル式路面鉄道である。

## 歴史
スウォンジー・コンスティテューション・ヒル・インクライン・トラムウェイ社 (Swansea Constitution Hill Incline Tramway Company) は、技術者の初代マークス男爵、ジョージ・クロイドン・マークス (George Croydon Marks) の助言を受けながら、この路面鉄道の開発を行っていた。
敷設はジョージ・ウェッブ社 (George Webb and Company) により行われ、1898年8月27日に開業した。
当トラムウェイは、現在のハノーバー・ストリート (Hannover Street) であるセント・ジョージ・ストリート (St. George Street) の下側の起点と、テラス・ロード (Terrace Road) の上側の終点の間で、コンスティテューション・ヒルに沿って運行されていた。
勾配は最大で 1/3.5 、平均で 1/5 であった。総高度は、185フィートであった。
ブラッシュ・エレクトリカル・エンジニアリング・カンパニー (Brush Electrical Engineering Company) によって製造された2両のカウンターバランス式車両には、導管内の滑車によって案内される、鋼製ケーブルが取り付けられていた。
丘の上のケーブル巻き上げ用の建屋には、2台のタンジャイ (Tangye) 式ガスエンジンが収容されていた。

## 廃止
当路線は成功せず、開業からわずか約3年後の1902年初頭に廃止された。